# Tenuipalpus frondosus
Tenuipalpus frondosus är en spindeldjursart som beskrevs av Cromroy 1958. Tenuipalpus frondosus ingår i släktet Tenuipalpus och familjen Tenuipalpidae. Inga underarter finns listade i Catalogue of Life.